# Arbitrage
Arbitrage (von französisch arbitrage, von lateinisch arbitratus „Gutdünken, freie Wahl, freies Ermessen“) ist in der Wirtschaft die ohne Risiko vorgenommene Ausnutzung von Kurs-, Zins- oder Preisunterschieden zum selben Zeitpunkt an verschiedenen Orten zum Zwecke der Gewinnmitnahme. Gegensatz ist die Spekulation, die diese Unterschiede innerhalb eines bestimmten Zeitraums ausnutzt und deshalb mit Risiken behaftet ist.

## Allgemeines
Die Arbitrage gehört neben der Spekulation und dem Hedging zu den Handelsstrategien im Finanzmanagement. Zu den Arbitrageobjekten gehören Finanzinstrumente (Forderungen, Verbindlichkeiten), Finanzierungstitel, Wertpapiere (insbesondere Aktien, Anleihen), Devisen, Sorten, Edelmetalle, Derivate oder Handelswaren (Commodities). Anders als bei der Spekulation eignen sich Immobilien und Kunstwerke wegen bestehender Transaktionshemmnisse und/oder mangelnder Markttransparenz nicht für die Arbitrage. Grundstücke können nur durch zeitaufwendige Einschaltung von Notaren und Grundbuchämtern erworben und veräußert werden, was ein entscheidendes Transaktionshemmnis darstellt. Bei Kunstwerken reichen die Markttransparenz und die Marktliquidität für Arbitragezwecke nicht aus.
Ausschließliches Ziel der Arbitrage ist die Gewinnerzielung durch Gewinnmitnahme, ein Interesse an den Arbitrageobjekten besitzt der Arbitrageur nicht. Wegen der Asymmetrie der Geschäfte – Käufer und Verkäufer sind beim Eröffnen und Schließen derselben Risikoposition im Regelfall nicht identisch – gibt es theoretisch nicht immer nur einen Gewinner und einen Verlierer. Unterschiedliche Zeithorizonte (Haltedauern), Richtungsentscheidungen (Long- und Short-Position), Strategien (Arbitrage, Hedge oder Spekulation) machen die Marktteilnehmer und deren Erfolg oder Misserfolg unübersichtlich. Arbitragegeschäfte sind risikolos, da dem Arbitrageur sämtliche Informationen über Kurse, Zinsen oder Preise bereits zum Zeitpunkt des Geschäftsabschlusses vorliegen und deshalb seine Entscheidungen unter Sicherheit getroffen werden (Informationsgrad: 100 %).

## Arten
Man unterscheidet allgemein zwischen Differenz- und Ausgleichsarbitrage: 
- Die Differenzarbitrage ist die Kopplung von Kauf- und Verkaufsgeschäften zum selben Zeitpunkt und stellt die Arbitrage im engeren Sinne dar. Eine Differenzarbitrage liegt vor, wenn der Arbitrageur eine bestimmte Aktie an einer Börse kauft (verkauft), um sie zum selben Zeitpunkt an einer anderen Börse zu einem höheren (niedrigeren) Kurs zu verkaufen (kaufen). Auch Leerverkäufe können Bestandteil des Arbitragegeschäfts sein. Dann kann der Leerverkäufer durch den sofortigen Kauf den Leerverkauf glattstellen. Meist werden Arbitrageanreize durch die Existenz räumlich getrennter Teilmärkte geschaffen (Raumarbitrage), die dann Arbitragegewinne ermöglichen, wenn die Marktpreisdifferenz die interlokalen Transaktionskosten (Wertpapierprovisionen, Zinsen, Frachtraten) überschreitet.[2]
- Die Ausgleichsarbitrage besteht darin, dass von verschiedenen Teilmärkten der günstigste für den angestrebten Abschluss (Kauf oder Verkauf) zum Ausgleich der eigenen Position ausgewählt wird.[3] Ausgleichsarbitrage ist damit lediglich ein Kauf oder Verkauf ohne simultanes Gegengeschäft, der auf dem Teilmarkt mit dem niedrigsten oder höchsten aller bekannten Preise vollzogen wird. Stehen zwei Alternativen zur Verfügung, wählt der Arbitrageur bei der Ausgleichsarbitrage die günstigere Alternative aus. Eine Ausgleichsarbitrage mit Termindevisen liegt etwa dann vor, wenn der Exporteur (Importeur) seine auf Fremdwährung lautende Forderung (Verbindlichkeit) durch einen auf die gleiche Fälligkeit bezogenen Devisenterminverkauf (Devisenterminkauf) mit dem höchsten (niedrigsten) Terminkurs abdeckt.**

Bei der Zeitarbitrage erzielt der Arbitrageur Gewinne durch zeitlich auseinanderfallende Transaktionen. Die Zeitarbitrage ist keine echte Arbitrage, denn die für die Durchführung der Arbitrage-Gesamttransaktion erforderlichen Abschlüsse lassen sich nicht in einem Zeitpunkt, sondern nur mit großen zeitlichen Abständen tätigen; sie ist deshalb teilweise spekulativ. Mit der Zeitarbitrage versucht der Arbitrageur, Vorteile aus den Kursabweichungen verschiedener Fälligkeiten einzelner (Devisen-)Termingeschäfte zu nutzen, insbesondere durch den Handel an den Devisenterminmärkten. Fehlt es – wie hier – an der Synchronität von Kauf und gleichzeitigem Verkauf, tritt das für die Spekulation typische Preisänderungsrisiko auf.
Zudem werden in der Fachliteratur im Rahmen der Arbitragefreiheit zwei Arbitrage-Möglichkeiten unterschieden:
| Art                       | Bezeichnung           | Bemerkungen |
| ------------------------- | --------------------- | --- |
| Typ I Dominanzarbitrage   | englisch free lottery | Arbitrage führt zu einer nicht-negativen Zahlung zu Beginn einer Periode und zu einer nicht-negativen Zahlung am Ende derselben Periode  |
| Typ II Differenzarbitrage | englisch free lunch   | Arbitrage führt zu einer strikt-positiven Zahlung zu Beginn einer Periode und zu einer nicht-negativen Zahlung am Ende derselben Periode |

Eine „free lottery“ liegt vor, wenn heute keine Ausgabe notwendig ist, sie aber in Zukunft nicht-negative Einnahmen garantiert und zu unsicheren Gewinnen führt. Ein Kapitalmarkt ist im Einperiodenfall arbitragefrei, wenn es keine Arbitrage vom Typ I gibt. „Free lunch“ ist dagegen eine selbst-finanzierte Anlage- oder Handelsstrategie, bei der es im Zeitablauf weder Geldausgaben noch Geldeinnahmen gibt, die am Beginn der Periode eine positive Geldeinnahme aufweist und zu sicheren Gewinnen führt. Ein Kapitalmarkt, der keine Arbitrage vom Typ II zulässt, ist nicht ohne weiteres arbitragefrei vom Typ I.
Auch der Reimport (etwa von Pharmaprodukten) ist eine Arbitrage, weil die Preisunterschiede desselben Präparates bekannt sind und von Arbitrageuren genutzt werden (können). Bisher sind die Reimporte jedoch zu gering, um die Inlandspreise auf das Auslandsniveau zu drücken.
Steuerarbitrage ist eine Steuerausweichhandlung, die durch eine rechtliche Sachverhaltsgestaltung multinationaler Unternehmen gekennzeichnet ist, die einen Steuervorteil durch die unterschiedliche Besteuerung in mehreren Staaten (Niedrigsteuerland) ausnutzen. Beim Streckengeschäft schließlich wirkt ein Händler faktisch als Mittelsperson zwischen Kunde und Lieferant. Die Differenz zwischen Verkaufs- und Einkaufspreis ergibt in diesem Falle die Arbitrage.

## Geschichte
Die Wechselarbitrage stammte ursprünglich aus Italien (arbitrio), wo sie seit dem 14. Jahrhundert belegt ist. Sie beschäftigt sich damit, Wechsel dort zu kaufen, wo sie billig sind, und sie dahin zu verkaufen, wo sie teuer sind. Die Korrespondenz des Handelshauses Stromeir aus dem Jahr 1384 belegt Wechselarbitrage-Geschäfte mit Genua. Die auch in Antwerpen besonders seit etwa 1540 stark betriebene Wechselarbitrage enthielt drei Elemente. Einerseits wollte man an den örtlichen Differenzen der Wechselkurse verdienen, zweitens spekulierte man auf deren Änderung und andererseits wünschte man sich möglichst hohe Zinsen. Der zitierten Quelle zufolge wollte Paul Behaim Geld auf Frankfurt geben und von Venedig nehmen, aber da das Geld sich largiert habe (flüssiger geworden sei), könne man mit solchem arbitrio nichts machen. Das bahnbrechende Werk Le Parfait Négociant (Der perfekte Kaufmann) von Jacques Savary des Bruslons aus dem Jahre 1675 greift den italienischen Begriff auf und übernimmt ihn mit arbitrage ins Französische, von wo er auch im angelsächsischen und deutschsprachigen Raum übernommen wurde. Ausführlich geht Savary auf die Unternehmerfunktion der Arbitrage ein, vor allem unter den zahlreichen Währungen und Münzsorten jener Zeit.
Der französische Ökonom Antoine-Augustin Cournot verwendete den Arbitragebegriff 1838 in seiner – auf mathematischen Grundlagen beruhenden – Theorie des Reichtums über die Verbindung der Märkte durch Konvergenz bereits im heutigen Sinne. Danach werden einzelne lokale Märkte durch Arbitrage zunehmend voneinander abhängig. „Es ist klar, dass eine Ware, die beweglich ist, vom Markt, auf dem ihr Wert geringer ist, zu dem Markt strömen muss, auf dem ihr Wert größer ist, bis der Wertunterschied zwischen beiden Märkten nicht größer ist als die Transportkosten“.
William Stanley Jevons formulierte 1871 sein „Gesetz von der Unterschiedslosigkeit der Preise“ (englisch Law Of One Price, kurz: LOOP), wonach die Wirtschaftssubjekte ihre individuellen Portfolios im Marktgleichgewicht realisiert haben, so dass die Gleichgewichtspreise arbitragefrei sind und die Erzielung von Arbitragegewinnen nicht mehr möglich ist. Das Gesetz beruht auf Arbitragevorstellungen, wonach für ein Gut nur dann ein einheitlicher Preis gelten kann, wenn räumliche, zeitliche, sachliche und persönliche Präferenzen entfallen und vollkommene Information vorliegt (vollkommener Markt). Das Zustandekommen eines einheitlichen Preises wird in diesem Fall damit begründet, dass in einem vollkommenen Markt Preisdifferenzen schnell als Arbitragemöglichkeit erkannt und von den Marktteilnehmern ausgenutzt werden.
Léon Walras entwickelte in seinem 1874 erstmals erschienenen Buch ein später von ihm mehrfach modifiziertes Arbitrage-Modell, wonach jeder Händler nur eine Ware besitzt, die er gegen eine andere Ware tauschen möchte, was jedoch nur über den Umweg eines indirekten Tauschs einer dritten Ware möglich ist (Dreiecksarbitrage). Er bezeichnete diese Arbitrage als komplementären Austausch (englisch complementary exchanges). Walras machte erstmals darauf aufmerksam, dass es sich bei der Arbitrage auf den Devisenmärkten um genau den gleichen Vorgang handelt wie beim Tauschprozess auf den Warenmärkten, wie er von ihm in der für die Preistheorie fundamentalen Arbeit entwickelt wurde.
John Maynard Keynes untersuchte 1923 die Wechselkurs- und Zinsarbitrage und ging davon aus, dass ein Zinsarbitragegeschäft erst getätigt wird, wenn ein Mindestgewinn von 0,5 % auf Jahresbasis erzielt werden kann. Auch Paul Einzig unterstellte 1937 ähnlich hohe Transaktionskosten, 30 Jahre später reduzierte er das Minimum auf 1/32 %.
Erst nach der Wiedereinführung der Devisenkonvertibilität im Dezember 1958 konnten sich Devisenkurs- und Zinsarbitrage allmählich wieder frei entfalten, weil sich ein freier Devisen- und Kapitalverkehr entwickeln konnte. Für den Devisenhandel bot sich wegen der Handelstechniken der Arbitrage und Spekulation, die auf die Ausnutzung von Kursunterschieden ausgerichtet sind, die Möglichkeit gewinnbringender Aktivitäten.
Die maßgeblich von Steven Ross 1976 entwickelte Arbitragepreistheorie erklärt als Kapitalmarktmodell auf dem vollkommenen Kapitalmarkt den Risiko-Rendite-Zusammenhang eines Portfolios. Sie besagt, dass durch Kauf und/oder Leerverkauf des Portfolios ein risikofreier Gewinn erzielt werden kann, wenn der Wert des Portfolios nicht mehr Null beträgt.
Nach Israel M. Kirzner beschafft der Unternehmer Informationen, wertet sie zielgerichtet aus und nutzt dadurch Informationsvorsprünge über Marktungleichwichte für Arbitrage und Spekulation. Er setzt damit einen Marktprozess in Bewegung, der zu einem Marktgleichgewicht führt.

## Funktionen
Bestehende Preisunterschiede werden von Arbitrageuren erkannt und durch Arbitrage genutzt. Das führt durch Käufe zu einer Preiserhöhung auf dem preisgünstigeren Markt und durch Verkäufe zu Preisrückgängen auf dem teureren Markt. Deshalb übernimmt die aggregierte Arbitrage eine Preisausgleichsfunktion. Arbitrage findet solange statt, bis der Arbitragegewinn mit den Transaktionskosten identisch ist. Die Raumarbitrage sorgt für Marktliquidität, da der Arbitrageur beim Kauf das Arbitrageobjekt einem verkaufswilligen Marktteilnehmer abnimmt, um es beim Verkauf einem (anderen) kaufbereiten Marktteilnehmer zu überlassen.
Der Arbitrageur übernimmt auch eine Versicherungsfunktion, wenn er beim Kauf von seiner verkaufswilligen Gegenpartei deren Bestandsrisiko für das Arbitrageobjekt abnimmt. Eine Ressourcenallokation ist indes nicht vorhanden, weil den Anschaffungskosten eines Arbitrageobjekts zeitgleich Verkaufserlöse gegenüberstehen, so dass es zu keinem Mitteleinsatz kommt.

## Markttransparenz
Gemeinsames Merkmal aller Arbitragearten ist die sichere Information über die den Arbitragegewinn bestimmenden Kurse oder Preise und die simultane Glattstellung (Verkauf oder Kauf). Das Fehlen dieser spezifischen intertemporalen Preisrisiken unterscheidet die Arbitrage von der Spekulation. Die sehr hohe Markttransparenz auf den Finanzmärkten durch elektronischen Handel verringert Arbitragemöglichkeiten und führt zur Arbitragefreiheit, weil die Marktteilnehmer die Preise ihrer Produkte so schnell anpassen, dass Arbitragemöglichkeiten meist nur für sehr kurze Zeiträume bestehen.
Im Bankwesen wird Arbitrage im Eigenhandel meist in Form der Devisen- und Zinsdifferenzarbitrage vorgenommen. Devisenarbitrage liegt vor, wenn unterschiedliche Devisenkurse einer Währung zur gleichen Zeit auf verschiedenen Devisenmärkten ausgenutzt werden. Von Zinsdifferenzarbitrage spricht man, wenn die zwischen Staaten bestehenden unterschiedlichen Zinsniveaus ausgenutzt werden. Ist im Ausland das Zinsniveau höher (niedriger) als im Inland, lohnt sich die Geldanlage (Kreditaufnahme) durch ein Devisenswapgeschäft in Form eines kombinierten Kassakaufs (Kassaverkaufs) und Terminverkaufs (Terminkaufs) in der entsprechenden Fremdwährung. Diese Zinsdifferenzarbitrage lohnt sich solange, bis der Swapsatz mit dem Arbitragegewinn identisch ist.

## Marktteilnehmer
Marktteilnehmer, die Arbitrage/Spekulation/Trading durchführen, werden mit dem Nomen Agentis Arbitrageur/Spekulant/Trader bezeichnet. Die verschiedenen Anlage- und Handelsstrategien können den Marktteilnehmern wie folgt zugeordnet werden:
| Marktteilnehmer                 | Strategie                                                           | Planungshorizont                        | Strategiemittel               |
| ------------------------------- | ------------------------------------------------------------------- | --------------------------------------- | ----------------------------- |
| Privatanleger                   | Anlagestrategie: Vermögenserhöhung, Altersvorsorge                  | kurzfristig / mittelfristig langfristig | buy and hold                  |
| institutioneller Anleger        | Anlagestrategie: Vermögenserhöhung Handelsstrategie: Gewinnmitnahme | mittelfristig / langfristig             | buy and hold Timing-Strategie |
| Arbitrageure/Spekulanten/Trader | Handelsstrategie: Gewinnmitnahme                                    | kurzfristig mittelfristig               | Timing-Strategie              |

Schwerpunkt bei Privatanlegern ist die mittel- und langfristige Kapitalanlage, Schwerpunkt bei Arbitrageuren/Spekulanten/Tradern ist die kurzfristige (Extremfall tägliche beim Daytrading) Gewinnmitnahme. Ausnahmsweise können Privatanleger auch kurzfristige Finanzprodukte wie Termingelder als Anlageobjekt wählen, Spekulanten auch mittelfristige wie bei der Spekulation auf dem Immobilienmarkt. Privatanleger sind an den Marktdaten der Anlageobjekte interessiert (insbesondere Anlageklasse, Börsenkurs, Emittent, Fälligkeit, Laufzeit oder Zinssatz), Arbitrageure/Spekulanten/Trader benutzen die Anlageobjekte lediglich als Vehikel für die Gewinnmitnahme und sind am Anlageobjekt nicht interessiert.

## Gewinnerzielung
Anders als bei der risikobehafteten Spekulation, bei der auch die Gefahr eines Verlustes besteht, ist bei der Arbitrage die Erzielung eines Arbitragegewinnes sicher. Zwecks Gewinnerzielung muss die Differenz zwischen beiden Kursen größer sein als die intertemporalen Transaktionskosten. Der Arbitragegewinn ist als Spekulationsgewinn nach § 23 Einkommensteuergesetz (EStG) in Deutschland und oft auch international steuerpflichtig, wenn bestimmte Arbitrageobjekte der Gewinnerzielung zugrunde lagen.

## Wirtschaftliche Aspekte
Arbitrage wird in der Wirtschaftswissenschaft überwiegend als nützlich beurteilt, da sie Markteffizienz schafft. Im Rahmen der Globalisierungskritik wird ein Missverhältnis zwischen dem tatsächlichen Handelsvolumen und den auf den Devisenmärkten umgesetzten Beträgen als kritikwürdig angesehen. Bei diesen angesprochenen Devisengeschäften handelt es sich fast vollständig um Arbitragegeschäfte zwischen verschiedenen Währungen, die innerhalb von Sekunden elektronisch abgewickelt werden, wodurch im Tagesverlauf sehr hohe Handelsvolumina entstehen können. Diese Arbitragegeschäfte werden gelegentlich als Zinsarbitrage bezeichnet (besser: Currency Carry Trades, um Verwechslungen auszuschließen). Dabei handelt es sich um Spekulationsgeschäfte zum Ausnutzen von Zinsunterschieden einzelner Währungen.
Joseph Schumpeter stellte den Arbitrage-Unternehmer dem innovativen schöpferischen Unternehmer gegenüber. Schumpeter bewertet die Leistung des schöpferischen Unternehmers höher, erkennt jedoch zugleich an, dass der Arbitrage-Unternehmer ungewollt den Wettbewerb fördere, da er Kenntnisse, die vorher nur ihm zur Verfügung standen (und die Voraussetzung seiner Arbitrage-Tätigkeit sind), dem Markt zugänglich macht.

## Arbitrage-Bedingung
Unter Arbitrage-Bedingung versteht man, dass es dauerhaft nicht möglich sein wird, einen risikolosen Gewinn durch den Kauf und Verkauf von Vermögensgegenständen auf einem Markt zu realisieren, da sich die Preise irgendwann angleichen werden.
Im Folgenden sollen die einzelnen Voraussetzungen sowie die auf den Märkten ablaufenden Vorgänge, welche zum Einsetzen der Arbitrage-Bedingung notwendig sind, dargestellt werden. Auf eine spezielle Art sind Märkte verbunden, auf denen sich für das gleiche Gut Preise auf räumlich unterschiedlichen Märkten bilden. Weichen diese Preise voneinander ab, so dass sich regional differenzierte Preise ergeben, ist es möglich, durch Arbitragegeschäfte die Preisunterschiede zu nutzen, um Gewinne zu erzielen.

### Beispiel
Existenz zweier Anlagemöglichkeiten:
A. Anlage eines Betrages {\displaystyle K} in Form des Kaufs von {\displaystyle x} Kühen auf dem Viehmarkt zum Zeitpunkt {\displaystyle t_{0}} und zum Preis {\displaystyle P_{0}} pro Kuh, Verkauf nach einer Periode ({\displaystyle t_{1}}) zum Preis {\displaystyle P_{1}} pro Kuh
B. Anlage des Betrages {\displaystyle K} durch Kauf einer Anleihe mit sicherer Verzinsung {\displaystyle i} für eine Periode (von {\displaystyle t_{0}} bis {\displaystyle t_{1}})
(Folgende Berechnungen in Anlehnung an Varian)
Der künftige Wert {\displaystyle V} aus der Anlage A ergibt sich (ohne Berücksichtigung von Zinseffekten) somit als:
(1) {\displaystyle V=P_{1}\cdot x}
Da in {\displaystyle t_{0}} der gesamte Betrag {\displaystyle K} angelegt wurde, gilt {\displaystyle P_{0}\cdot x=K}. Somit erhält man {\displaystyle x=K/P_{0}}. Durch Einsetzen in (1) gelangt man zu:
(2) {\displaystyle V=P_{1}/P_{0}\cdot K}
Der künftige Wert der Anlage B entspricht:
(3) {\displaystyle V=K+i}
Gilt nun {\displaystyle P_{1}/P_{0}\cdot K>} oder {\displaystyle <K+i} so ist Arbitrage möglich.
Exemplarisch soll dies für den Fall
(4) {\displaystyle K+i>P_{1}/P_{0}\cdot K} dargestellt werden.
Wäre ein Individuum in diesem Fall im Besitz einer Kuh ({\displaystyle x=1}) und würde diese veräußern zu einem Preis pro Kuh von {\displaystyle P_{0}} erhielte er einen Verkaufserlös von {\displaystyle K=P_{0}\cdot 1=P_{0}}. Würde es diesen Betrag in Anlage B investieren, erhielte es zum Zeitpunkt {\displaystyle t_{1}}: {\displaystyle V=P_{0}+i}.
Durch Umstellung von (4) ergibt sich {\displaystyle (K+i)\cdot P_{0}>P_{1}\cdot K}, durch Einsetzen von {\displaystyle K=P_{0}} und anschließendem Kürzen von {\displaystyle P_{0}} ergibt sich {\displaystyle P_{0}+i>P_{1}}. Somit würde das Individuum mit {\displaystyle P_{0}+i} zum Zeitpunkt {\displaystyle t_{1}} mehr erhalten als es benötigen würde, um die Kuh zum Preis von {\displaystyle P_{1}} zurückzukaufen. Somit würde man einen risikofreien Gewinn erzielen – Arbitrage wäre existent.

### Marktkräfte und Eintritt der Arbitrage-Bedingung
Im Marktkontext ist die dauerhafte Existenz einer derartigen „Gelddruckmaschine“ allerdings unwahrscheinlich. Es ist zu erwarten, dass die Arbitragemöglichkeiten nach einer gewissen Zeit durch die Marktkräfte beseitigt werden. Ursächlich hierfür sind, mit Bezug auf das oben genannte Beispiel, im Wesentlichen nachfolgende Entwicklungen.
Besteht eine wie im Beispiel beschriebene Arbitragemöglichkeit, so werden rationale Individuen diese Gelegenheit erkennen und versuchen, ihren Nutzen daraus zu ziehen. Das heißt, es werden einerseits vermehrt Kühe in {\displaystyle t_{0}} auf dem Viehmarkt angeboten, um den Preis {\displaystyle P_{0}} zu erlösen und diesen in der Anleihe anzulegen. Somit ergibt sich ein erhöhtes Angebot, was auf kurz oder lang zu sinkenden Preisen {\displaystyle P_{0}} führt. Folglich wird die rechte Seite von (4), also {\displaystyle P_{1}/P_{0}} ansteigen.
Gleichsam führt die vermehrte Nachfrage nach Anleihen zu sinkenden Zinsen {\displaystyle i}. Somit vermindert sich die linke Seite von (4), also {\displaystyle (1+i)}.
Schließlich wird sich:
(5) {\displaystyle 1+i=P_{1}/P_{0}} einstellen und sämtliche Arbitragemöglichkeiten sind eliminiert. Dies beschreibt somit die sogenannte Arbitrage-Bedingung.

### Voraussetzungen für das Wirken der Marktkräfte
Für ein grundsätzliches Wirken der beschriebenen Marktkräfte hin zum Eintreten der Arbitragebedingung, also der Neutralisierung der Opportunität zur Realisierung eines risikolosen Gewinns, müssen bestimmte Rahmenbedingungen gegeben sein. Im Wesentlichen handelt es sich dabei um:
(A) einen funktionierenden Markt, d. h. insbesondere:
- vollständige Information der Marktteilnehmer (vollkommene Markttransparenz)
- Sicherheit hinsichtlich der Marktbedingungen (Preise, Kosten etc.)
- freier Marktzugang
- die Nichtexistenz von diskriminierend wirkenden Transaktionskosten (nur gegen einzelne Marktteilnehmer gerichtet)
- homogene Güter

(B) rationale Individuen, die ihre Entscheidungen an der Maximierung ihres erwarteten Nutzens ausrichten.

## Arbitrage-Betrug
Über die sozialen Netzwerke werden vermehrt Ponzi- bzw. Schneeballsysteme beworben, die angeblich automatisiert Trianguläre-Arbitrage-Geschäfte abwickeln. Die Firmen betreiben lediglich Briefkastenfirmen und haben ihren Sitz in Ländern, in denen wenig bis keine Regulation vorliegt und keinerlei Kapitaleinlage notwendig ist. Bekanntes Beispiel ist dafür Jubilee Ace mit Sitz auf den British Virgin Islands. Für diese Firma gibt es bereits eine offizielle Warnung der Österreichischen Finanzmarktaufsichtsbehörde (FMA).